# Кладниці
Кладниці (хорв. Kladnjice) — населений пункт у Хорватії, у Сплітсько-Далматинській жупанії у складі громади Лечевиця.

## Населення
Населення за даними перепису 2011 року становило 142 осіб.
Динаміка чисельності населення поселення:

## Клімат
Середня річна температура становить 12,98 °C, середня максимальна – 27,58 °C, а середня мінімальна – -1,01 °C. Середня річна кількість опадів – 855 мм.
| Клімат поселення                              | Клімат поселення | Клімат поселення | Клімат поселення | Клімат поселення | Клімат поселення | Клімат поселення | Клімат поселення | Клімат поселення | Клімат поселення | Клімат поселення | Клімат поселення | Клімат поселення | Клімат поселення |
| Показник                                      | Січ.             | Лют.             | Бер.             | Квіт.            | Трав.            | Черв.            | Лип.             | Серп.            | Вер.             | Жовт.            | Лист.            | Груд.            |                  |
| Середній максимум, °C                         | 9,18             | 9,85             | 12,84            | 16,41            | 21,17            | 25,07            | 27,58            | 27,46            | 22,64            | 18,04            | 12,80            | 9,76             |                  |
| Середня температура, °C                       | 4,09             | 4,74             | 7,75             | 11,30            | 16,07            | 19,97            | 23,17            | 23,04            | 18,22            | 13,62            | 8,39             | 5,34             |                  |
| Середній мінімум, °C                          | −1,01            | −0,34            | 2,65             | 6,20             | 10,97            | 14,86            | 18,76            | 18,64            | 13,83            | 9,22             | 3,98             | 0,93             |                  |
| Норма опадів, мм                              | 72               | 63               | 69               | 74               | 60               | 58               | 38               | 52               | 78               | 92               | 108              | 91               |                  |
| Середньомісячна швидкість вітру, м/с          | 2.72             | 2.93             | 3.05             | 2.91             | 2.58             | 2.29             | 2.32             | 2.19             | 2.43             | 2.54             | 3.03             | 3.03             |                  |
| Середньомісячна сонячна радіація, кДж/м²·день | 5481             | 8241             | 11846            | 16280            | 20145            | 22759            | 24194            | 21306            | 15897            | 10357            | 5861             | 4612             |                  |
| --------------------------------------------- | ---------------- | ---------------- | ---------------- | ---------------- | ---------------- | ---------------- | ---------------- | ---------------- | ---------------- | ---------------- | ---------------- | ---------------- | ---------------- |
| Джерело:                                      |                  |                  |                  |                  |                  |                  |                  |                  |                  |                  |                  |                  |                  |